# Estèla e Sant Cirici
Estela Sant Cirici (en francès Étoile-Saint-Cyrice) és un municipi francès situat al departament dels Alts Alps i a la regió de Provença – Alps – Costa Blava.

## Demografia
| 1831                                       | 1962 | 1968 | 1975 | 1982 | 1990 | 1999 | 2006 | 2016 |
| ------------------------------------------ | ---- | ---- | ---- | ---- | ---- | ---- | ---- | ---- |
| 190                                        | 36   | 39   | 29   | 20   | 28   | 31   | 34   | 31   |
| Des de 1962: població sense dobles comptes |      |      |      |      |      |      |      |      |

## Administració
| Període   | Identitat            | Partit |
| --------- | -------------------- | ------ |
| 2001-2014 | Pierre-Yves Bochaton |        |
| 2014-     | Paul Jove            |        |